# Bahtzibiltic
Bahtzibiltic es una localidad perteneciente al municipio de Chilón del Estado de Chiapas, México. La localidad se encuentra al norte del estado, a una altitud de 1020 metros sobre el nivel del mar. El clima es cálido muy lluvioso, muy propicio para los cultivos de maíz, fríjoles y café. Cuenta con una población total de 307 personas. Los habitantes hablan la lengua tzeltal, perteneciente a la familia lingüística maya, casi en su totalidad de religión Cristiana